# Гундельфинген (Брайсгау)
Гундельфинген (нем. Gundelfingen) — община в Германии, в земле Баден-Вюртемберг.
Подчиняется административному округу Фрайбург. Входит в состав района Брайсгау — Верхний Шварцвальд. Население составляет 11 640 человек (на 31 декабря 2010 года). Занимает площадь 14,28 км².
Коммуна подразделяется на 2 сельских округа.